# Werndlfing
Werndlfing ist ein Gemeindeteil der Großen Kreisstadt Erding im Landkreis Erding, Oberbayern.

## Lage
Der Weiler liegt rund vier Kilometer südwestlich von Erding. 300 Meter südlich des Orts verläuft die Bundesstraße 388.

## Gemeindezugehörigkeit
Werndlfing gehörte zur Gemeinde Altenerding und wurde im Zuge der Gebietsreform in Bayern mit dieser am 1. Mai 1978 in die Stadt Erding eingegliedert.

## Baudenkmäler
Bei Hausnummer 40 ist eine in die Liste der Baudenkmäler eingetragene Hofkapelle zu Ehren Mariens. Der massive Bau mit Schopfwalmdach ist von 1914.